# Căsătorie de Crăciun
Căsătorie de Crăciun sau Miri și socri (titlu original: Will You Merry Me?) este un film de Crăciun de televiziune american din 2008 regizat de Nisha Ganatra. În rolurile principale joacă actorii Wendie Malick și Cynthia Stevenson.

## Prezentare
Familia Fine trebuie să supraviețuiască Crăciunului alături de familia Kringle. Rebbecca (Vikki Krinsky), care este evreică, și logodnicul ei Henry (Tommy Lioutas), care este creștin, s-au hotărât să se căsătorească și doresc să dea această veste părinților lor. În acest scop, cei doi hotărăsc că de Crăciun este timpul ca părintii lor să se cunoască între ei.

## Distribuție
- Wendie Malick ca Suzie Fine
- Cynthia Stevenson ca Marilyn Kringle
- Vikki Krinsky ca Rebbeca Fine
- Tommy Lioutas ca Henry Kringle
- Davis Eisner ca Marvin Fine
- Patrick McKenna ca Hank Kringle
- Reagan Pasternak ca Kristy Easterbrook
- Martin Doyle ca Tom Schultz